# Pony Gotland
Il Gotland Pony è una razza equina svedese, utilizzata per 3 impieghi principalmente: da compagnia, da lavoro e come cavallo atletico. Questa varietà degli impieghi la possiede grazie alla sua morfologia, in quanto essendo un animale mesomorfo, ha forza e velocità intermedie agli altri cavalli, quindi queste gli permettono di svolgere un po' tutti gli impieghi. Inoltre avendo una mole preponderante gli permette di svolgere sia lavori da tiro sia passeggiate, in quanto possono portare sulla groppa fino a 80 kg di peso, ma sono anche molto docili con i bambini.

## Caratteristiche generali
La razza Gotland è caratterizzata da una disposizione delicata ed elegante nella conformazione e da una vivace intelligenza, per questi motivi sono utilizzati principalmente per trainare e per le attività di cavalcata con i bambini.

### Organizzazioni della razza
La Gotland Russ Association of North America Inc. è una nuova organizzazione per i proprietari, gli allevatori e gli appassionati dei cavalli Gotland; è un'associazione senza scopo di lucro che protegge e conserva la razza Gotland in Nord America. L'associazione pubblica una newsletter trimestrale intitolata "The Russ Review" e si occupano di gestire e mantenere il registro nordamericano dei cavalli di razza Gotland.

### Informazioni interessanti
- Il pony Gotland prende il nome dal popolo Goth che li ha creati.[2]
- La parola "russ" nell'altro nome "Gotland Russ" deriva dalla parola obsoleta "ross" che significa cavallo da equitazione.[2]
- Nel 1880 vagavano per le brughiere di Gotland 11.500 pony, mentre alla fine del 1930 rimasero solo 30 fattrici attive.[2]
- I pony Gotland sono principalmente allevati in Nord America, Danimarca, Finlandia, Svezia e Norvegia.[2]
- Questo pony è una delle scelte favorite delle scuole di equitazione.[2]
- Il mantello può arrivare, durante la stagione invernale alla lunghezza di 8 cm di lunghezza o più.[2]
- Per il loro carattere alquanto vivace a volte possono risultare intrattabili e testardi. Però il suo allevamento in Svezia ha riscosso un certo interesse.[3]
- Il Gotland Pony è una razza molto rara e il suo prezzo si aggira attorno ai 4200 euro.[3]
- Gli esperti ritengono che, molti pony di oggi situati all'interno o intorno ai paesi dell'Europa occidentale e al nord abbiano all'interno della loro genealogia linee di sangue Gotland. Questa razza è estremamente rara e dichiarata in via di estinzione.[4]
- Il Gotland Pony è il più veloce trotter tra i pony.[5]
- Non si sa esattamente quanti Gotland ci siano in Nord America.[5]

### Gotland allo stato brado
Soltanto sull'isola di Gotland, al largo della costa svedese, un branco di questi pony vive allo stato semi-selvaggio, in una zona di prati e foreste. Alcun esemplari tuttavia sono allevati in fattoria e utilizzati sia per la riproduzione sia per lavori leggeri. Il pony Gotland o Russ è denominato come una "reliquia vivente" del passato ed è esattamente quello che è; infatti è grazie agli abitanti locali che i cavalli più primordiali della Svezia possono vivere ancora liberi nella brughiera come hanno fatto per migliaia di anni. La loro storia è misteriosa e affascinante. Durante la parte dell'anno in cui i puledri sono ancora nella brughiera, la mandria è formata da 70/80 capi di cui: una quarantina di fattrici da riproduzione, una quindicina di puledre e altri puledri. di norma solo le fattrici nate nella brughiera sono ammesse alla mandria, invece uno stallone diverso viene utilizzato ogni tre anni per prevenire la consanguineità.

## Storia
Il pony Gotland è un'antichissima razza equina che vive nella regione forestale dell'isola di Gotland fin dall' Età della pietra. I Gotlander lo chiamano con svariati nomi: Russ, Skogruss, Gotlandsruss, Skogsbaggar, Skogshäst.
Russ è la parola svedese che significa pony, deriva dal vecchio norvegese "hross" che significa semplicemente "cavallo". Il termine Skogsbaggar significa invece "arieti della foresta" o "cavallino dei boschi" e fa riferimento al modo di vivere di questi cavalli selvaggi. Si pensa che anche il Russ, come altre razze di cavalli europei, discenda dal Tarpan, il più antico cavallo selvatico euroasiatico ormai estinto. Le origini del pony Gotland non sono certe. Non si sa se fossero dei cavalli importati dagli uomini sull'isola di Gotland con delle barche, oppure se siano da sempre cavalli selvaggi che sono arrivati in Svezia su un ponte di sabbia più di 10.000 anni fa. Le scoperte dell'Età della pietra mostrano che questi cavalli si trovano sull'isola sicuramente fin da 4000 a 5000 anni fa.
Non ci sono molti riferimenti antichi riguardo al pony Gotland. Si pensa che vivessero in libertà nelle foreste ad uno stato semi-selvatico. Durante l'Età del Ferro iniziarono ad essere allevati e ad essere sempre più usati come cavalli domestici.
Dal 1800 a.C. i Goti si stabilirono sull'isola di Gotland e addomesticarono una parte di questi cavalli per essere usati nella quotidianità. Uno dei più antichi riferimenti al pony Gotland è una statua datata 1000 a.C. che mostra un cavallo con le caratteristiche morfologiche del pony Gotland mentre tira un carretto.
A partire dal 200 a.C. i Goti iniziarono a migrare verso l'Europa portando con sé tutti i loro beni, tra cui anche i cavalli. Invasero prima l'Europa orientale e in particolare la Germania orientale e la Polonia, fino ad arrivare alla valle del Danubio, saccheggiarono Roma nel 410 d.C. e invasero la penisola spagnola nel 414 d.C. Durante questi spostamenti si pensa che la razza del pony Gotland abbia subito dei cambiamenti dovuti all'incrocio con altre razze tra cui il Garrano di Spagna e l'antico Sorraia del Portogallo. Purtroppo i Goti non ci hanno lasciato fonti scritte riguardo ai loro cavalli, quindi non possiamo sapere con sicurezza come questa razza si sia sviluppata nei secoli.
Il primo riferimento scritto al pony Gotland lo troviamo all'interno della Legge di Scania, un antico libro di leggi delle provincie danesi scritto per la prima volta nel 1200 d.C., in cui vengono citati i "cavalli selvaggi di Gotland".
All'inizio del diciannovesimo secolo i pony potevano essere trovati in tutta l'isola di Gotland, specialmente nelle grandi foreste dell'isola. Gli agricoltori spesso usavano i pony nelle loro fattorie come cavalli da tiro e solitamente avevano anche una mandria di cavalli in libertà nella foresta, per avere sempre cavalli giovani disponibili.
A metà del diciannovesimo secolo la situazione cambiò. il numero di pony Gotland è sceso drasticamente. Molti cavalli furono venduti in vari stati del Nord-Europa per essere usati nelle miniere o per altre attività. A Gotland vennero coltivati molti più terreni, anche quelli in prossimità delle foreste. Le mandrie di cavalli selvaggi furono relegate nelle foreste e delimitate da recinzioni. Le foreste da sole però non erano sufficienti a soddisfare i fabbisogni alimentari dei cavalli e quindi questi sconfinavano nei campi coltivati, pascolando e calpestando le coltivazioni. Per questo motivo i pony Gotland iniziarono ad essere visti dai Gotlander come dei parassiti.
La situazione del pony Gotland diventò ancora più drastica durante la prima guerra mondiale. I bracconieri cacciarono i pony per procurarsi della carne fresca quasi fino a portare questa razza all'estinzione.
Quindi alcuni agricoltori delle comunità di Gerum e Lojsta, insieme alla Gotland Agricultural Society, intervennero per salvare il Gotland Pony, creando un'area protetta di circa 200 acri, in cui furono introdotti sia esemplari allo stato brado, sia esemplari addomesticati. In questa riserva si sviluppò presto una nuova piccola mandria allo stato semi-brado.
I pony Gotland furono importati per la prima volta in USA nel 1957 da Max Miller per il suo ranch in Wyoming, dopo essere stato in vacanza sull'isola di Gotland e ritenendo i pony molto adatti per i suoi nipoti. Nel 1959 Max Miller, Donald Howe e Jess Thurmond crearono la Gotland Horse Farms in Nebraska e importarono altri esemplari. L'anno dopo, nel 1960, fondarono l'American Gotland Horse Association (AGHA). Lo stesso anno l'ammiraglio navale americano Robert C. Lee e sua moglie, proprietari della Leeward Farm in Missuori, divennero i maggiori importatori americani della razza Gotland.
Nel 1990 l'American Livestock Breeds Concervancy (ALBC) si mise in contatto con gli allevatori per stabilire un programma di conservazione degli standard della razza Gotland.
Vennero a crearsi altre associazioni di razza americane, la più importante è la Gotland Russ Association of North America (GRANA), che può essere considerata la sorella americana dell'associazione originaria della razza Gotland, la Svenska Russavelsföreningen.

## Morfologia
È un tipo mesomorfo, ovvero è una via di mezzo tra il dolicomorfo e il brachimorfo.

### Caratteristiche morfologiche
I Gotland pony presentano una statura stretta e leggera.

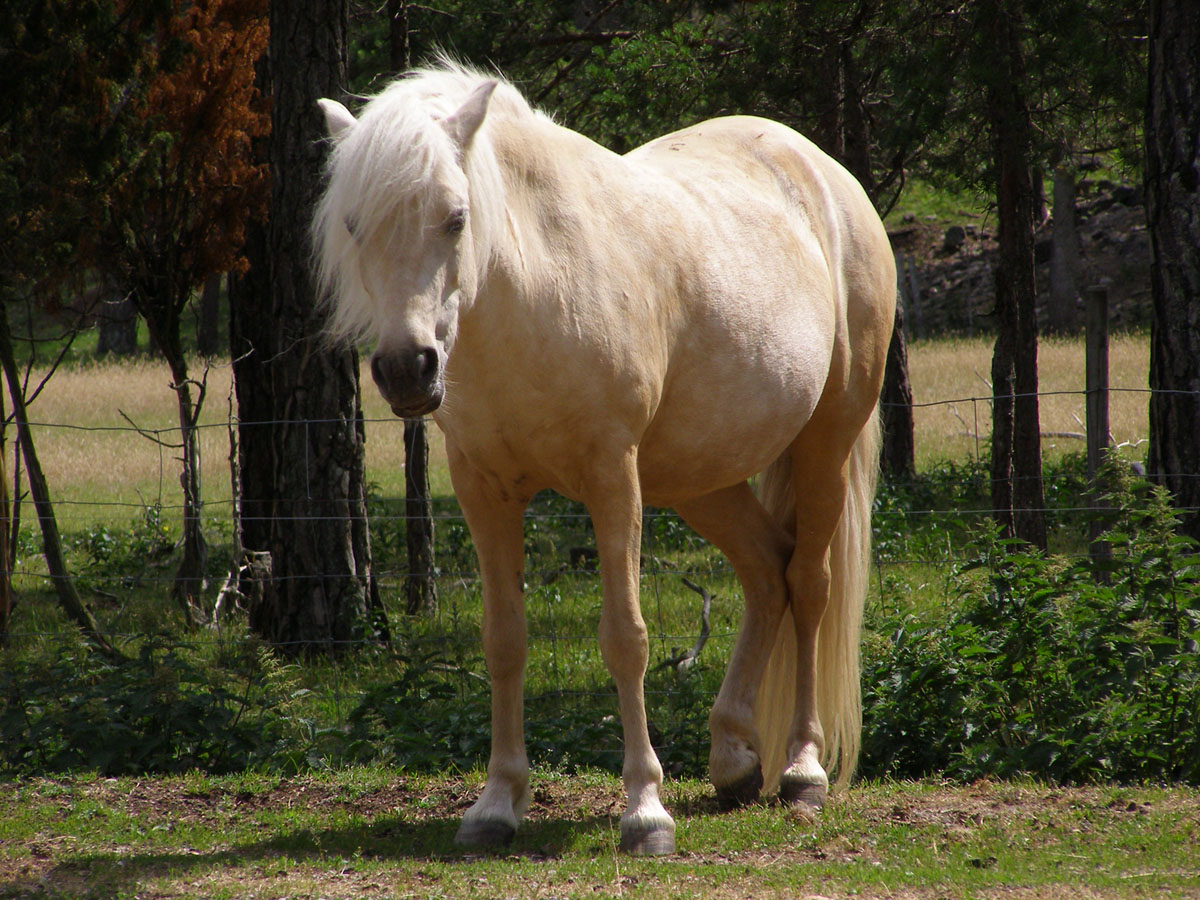
Mantello estivo

Il pony presenta un'altezza ideale al garrese di 125 cm, ma a 3 anni può arrivare anche a 130 cm. L'ideale però per stalloni e fattrici è tra i 111 e i 121 cm. Nonostante la sua piccola altezza, è un pony molto robusto e pesante, infatti il suo peso può variare tra i 200 e i 300 kg.
Hanno un andamento energetico, elastico e fluido.
Sono animali longevi e produttivi, ovvero sono pony che vengono legati a un carretto agricolo oppure vengono impiegati nel lavoro di miniera.
Il loro pelo è molto lungo e denso in inverno, tanto che potrebbe arrivare a circa 8 cm di lunghezza; mentre in estate lo perdono quasi completamente.
Prima di parlare delle caratteristiche fisiche in specifico, è bene evidenziare il fatto che il loro sistema muscolo-scheletrico è molto più simile a quello di un cavallo piuttosto che a quello di un pony.
Possiamo suddividere il corpo del pony in 4 sezioni: la testa, il collo, il tronco con la coda e gli arti.
La testa è larga, allungata e dritta con orecchie piccole ma vigili. Gli occhi sono grandi, molto espressivi, vivaci e luminosi. La fronte è ampia, il muso è formoso, le narici sono grandi e la mascella è rotonda e profonda.
Il collo è corto e muscoloso e presenta una criniera piena con un piumino leggero.
Per quanto riguarda invece il tronco lo possiamo suddividere a sua volta in altre sezioni: il torace è depresso (più comunemente detto profondo) e sovente, piuttosto stretto; le spalle sono lunghe e inclinate; la schiena è dritta e lunga con una groppa inclinata; il dorso è molto lungo ma non troppo muscoloso; il posteriore è un po' debole con quarti piuttosto spioventi con una coda bassa, che come la criniera, è piena con un piumino leggero.
Gli arti invece sono forti con articolazioni e tendini solidi e puliti:
- gli avambracci sono muscolosi

- l'osso cannone, detto anche terzo osso metacarpale, è buono e molto solido

- i metacarpi sono inclinati e flessibili

- gli zoccoli sono resistenti e piedi duri tanto che non servono le scarpe[8][16]

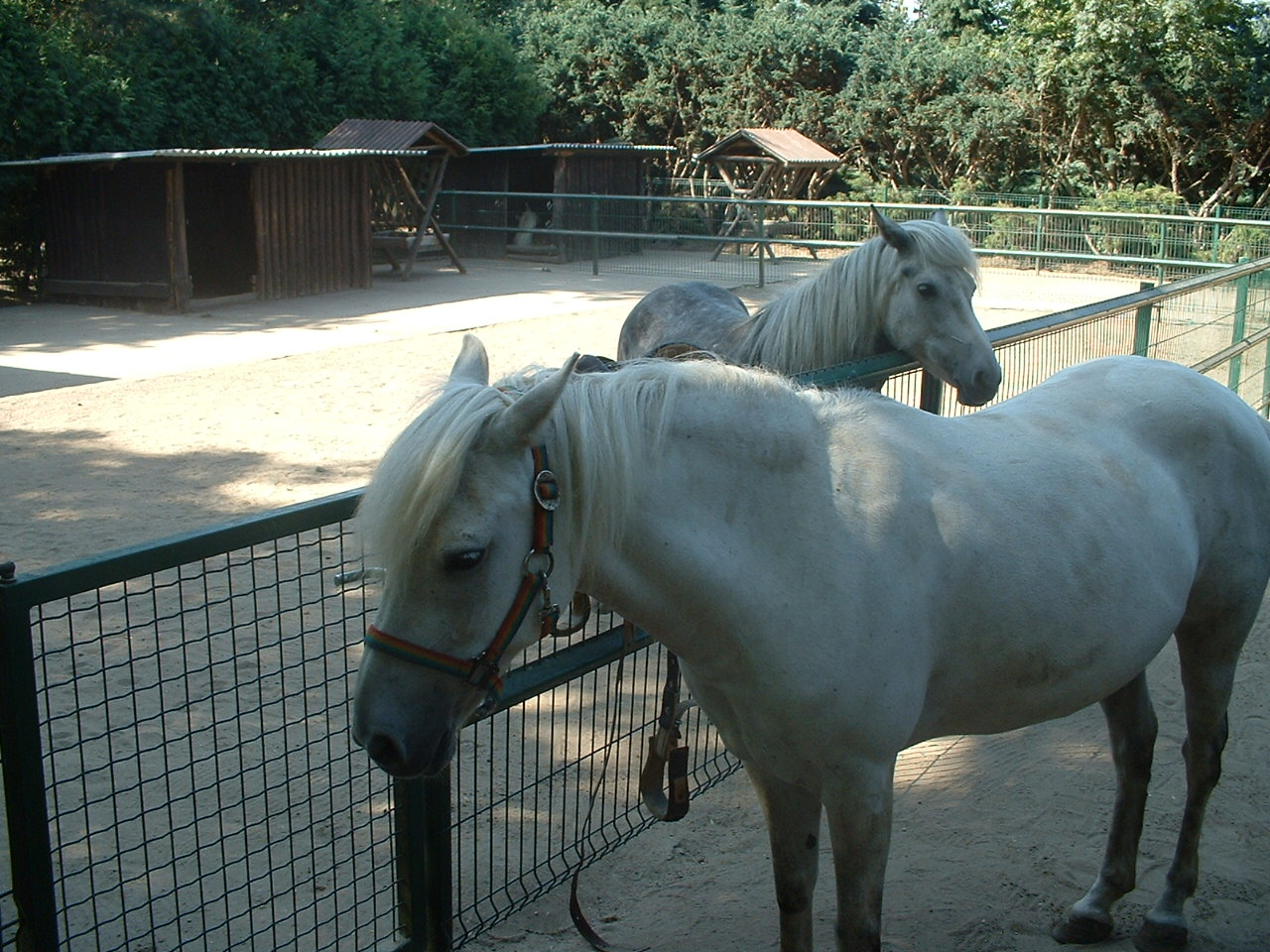
Esemplare albino

### Colore del mantello
Può essere di tutti i 14 colori fondamentali, quindi bianco, morello, grigio, baio, alloro, castagna, dun, pelle di daino, palomino, perlino, cremello, roan, champagne e grullo, ma quelli che si presentano con maggior frequenza sono il dun e il baio (marrone).
Non è concesso il colore albino. Tale colore deriverebbe dall'incrocio di due Gotland con mantello chiaro. Il rischio di avere un Gotland albino consiste nel fatto che non si può esporre al sole perché ha una pelle troppo sensibile per la luce solare.
In realtà però sono concesse anche delle limitate marchiature bianche solo per un calzino occasionale o per un segno facciale.

### Problemi di salute
Non hanno problemi di salute per quanto riguarda le malattie più conosciute, come zoppie e coliche.

### Genetica
Nel XIX secolo la razza era a rischio di estinzione e per evitare degli incroci fra "parenti", che avrebbero portato alla consanguineità, quindi avrebbe creato problemi di fertilità in primis, si attuarono degli incroci con altre razze e da quest'ultimi ne derivano alcune colorazioni: 
- dall'incrocio con lo stallone Olle, un arabo Gotland-siriano, ne deriva la colorazione dun giallo

- dall'incrocio con lo stallone orientale Khedivan, ne deriva la colorazione grigia. dal momento che inizialmente non vi era miglioramento genetico, per ampliare il corredo di diversità genetica si ha l'introduzione di due stalloni pony gallesi.

Dallo studio della loro diversità genetica ne deriva che la media dei purosangue è inferiore a quella del Gotland, però c'è anche da dire che il Gotland è una delle poche razze che è identificabile dal sangue.

## Allevamento e consistenza

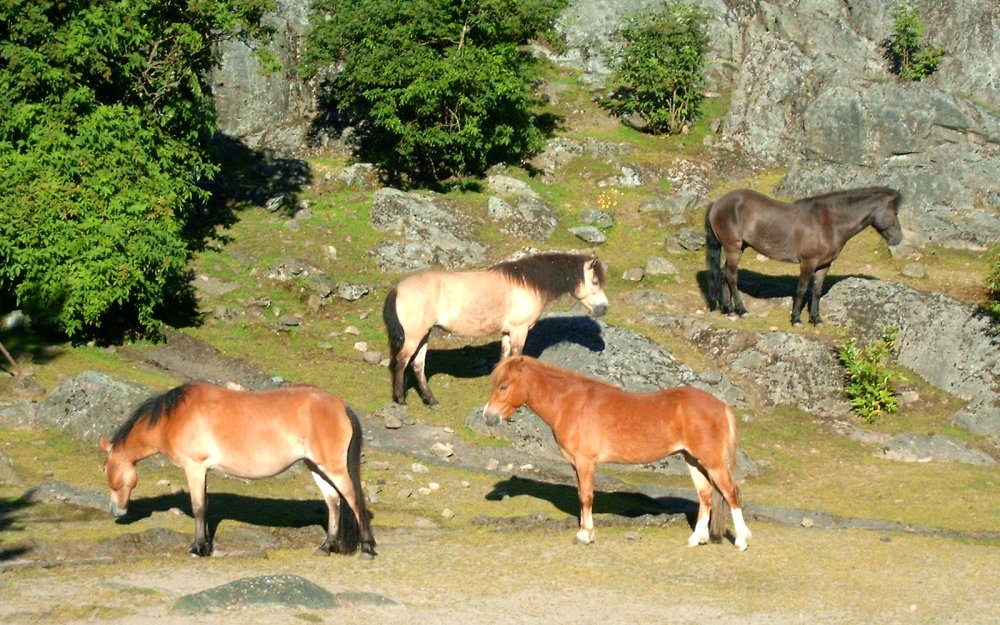
Allevamento brado di Gotland Pony

Bishop Joran Wallin nel 1776 scrisse riguardo al pony Gotland: "per quanto riguarda i cavalli selvaggi, corrono liberi nei boschi sia d'inverno che d'estate, senza alcuna preoccupazione, nutrendosi al meglio delle loro possibilità, e spesso non hanno nemmeno un padrone ... restano sempre nei boschi, anche se spesso, soprattutto in inverno quando fa molto freddo e c'è molta neve, possono essere visti dai viaggiatori vicino alle strade principali ...".
Si crede che i pony Gotland abbiano vissuto in libertà nelle foreste dell'isola omonima, allo stato semi-selvatico per lungo tempo.
All'inizio del diciannovesimo secolo il pony Gotland poteva essere trovato lungo tutta l'isola, particolarmente nelle foreste al centro di Gotland. Gli agricoltori locali li utilizzavano nelle loro fattorie come cavalli da tiro e spesso tenevano un branco di pony liberi nella foresta, cosicché fosse possibile sostituire gli animali a fine carriera produttiva o malati, con altri più giovani e forti.
A metà del diciannovesimo secolo la situazione cambiò in modo radicale: il numero dei pony Gotland calò drasticamente. Iniziò una massiccia esportazione dei pony in Europa, addirittura nel 1870 ne furono venduti 200. Prevalentemente i pony esportati finirono in Inghilterra, in Germania e nel Belgio dove vennero usati nelle miniere di carbone o per altri compiti. Ad aggravare la situazione, il terreno occupato dalle mandrie, in precedenza libero da vincoli, venne gradualmente parcellizzato e distribuito ai singoli agricoltori. Tutto ciò si tradusse in una perdita di gran parte della area boschiva, dove i pony Gotland risiedevano, a favore di terre coltivabili. Estese foreste furono interrotte da recinti e coltivazioni, diventando incompatibili come aree di foraggiamento per i cavalli, i quali a loro volta causavano gravi danni quando pascolavano, calpestando i campi seminati. Come risultato iniziarono ad essere malvisti dagli agricoltori.
All'inizio del ventesimo secolo erano rimasti solo circa 150 pony Gotland. Alcune lungimiranti persone vennero a conoscenza di questa razza primitiva di origine svedese e capirono l'importanza di preservarla. Il pony cominciò ad essere esposto alle fiere estive tenute dalla 'Gotland Agricultural Society' e furono istituiti alcuni allevamenti per la riproduzione della razza. Tuttavia il numero di pony Gotland continuò a diminuire, poiché il razionamento della carne e la carenza di cibo durante la prima guerra mondiale spinse i bracconieri a cacciarli. Arrivarono quasi a sparire.
Nella seconda metà del novecento la fondazione di una società in Svezia "Svenska Russavelsföreningen" per la protezione della razza, ne evitò la totale estinzione creando aree protette nelle foreste di Lojsta, ove i pony potessero vivere senza interferenze. I proprietari dei pony Gotland che vivevano nella brughiera di Lojsta, gli agricoltori della zona insieme alla 'Gotland Agricultural Society', avviarono inoltre una cooperativa di pascolo. Recintarono circa 200 acri, al cui interno inserirono cinque pony che erano stati catturati nella brughiera, insieme ad altri tre che furono donati da un allevamento fallito. Si sviluppò presto una piccola mandria. Questa andò a costituire la base dell'allevamento che nacque a Lojsta nel tentativo di mantenere la razza più pura possibile. Durante la parte dell'anno in cui i puledri erano liberi nella brughiera, la mandria era composta da circa 70-80 capi: una quarantina di fattrici, una quindicina di puledre e altri puledri. Di regola solo le fattrici nate nella brughiera erano ammesse nella mandria, mentre veniva utilizzato uno stallone diverso ogni tre anni per prevenire la consanguineità.
Nel 1943, la Svezia aprì il primo libro genealogico per i pony Gotland. Due pony Gallesi stalloni di nome Reber General e Criban Daniel furono accettati al fine di migliorare la razza. Tuttavia, nel 1971, il pedigree fu chiuso e da allora solo i pony Gotland registrativi in precedenza furono accettati.
Dall'Europa del Nord i Gotland furono esportati per la prima volta negli Stati Uniti negli anni cinquanta ed utilizzati in programmi di guida per disabili. Negli anni sessanta fu istituito un registro americano della razza, razza che quasi si estinse nel Nord America intorno agli anni ottanta. L'American Livestock Breeds Conservancy e un piccolo numero di allevatori lavorarono per incoraggiare un rilancio della razza Gotland. Nel 1997 fu fondata la 'Gotland Russ Association of North America, Inc.', una nuova associazione creata per proprietari, allevatori e amici dei pony Gotland, con lo scopo di conservare e proteggere la razza Gotland in Nord America. Negli Stati Uniti si trovano oltre cento pony Gotland di razza pura e la popolazione è in aumento.
Grazie al lavoro diligente degli allevatori con questa razza ne abbiamo evitato l'estinzione e attualmente la popolazione conta 6.000-8.000 capi. Li troviamo principalmente nella loro terra madre, la Svezia e in misura minore anche in Danimarca (200), Finlandia (300-400) e Nord America (175-200). Approssimativamente 150 pony corrono ancora liberi nelle foreste di Lojsta.

### Temperamento e personalità
Il Gotland pony è considerato un cavallo con una personalità ed un temperamento ricchi di diverse ed innumerevoli sfaccettature:
- Sono dolci ma anche forti, infatti le loro andature e movimenti suggeriscono la natura orgogliosa dell'animale.[10]
- È una razza solitamente molto amichevole, premurosa e affettuosa, per questo adatto all' equitazione con bambini. Inoltre è molto intelligente e curioso.[21][22]
- Viene considerato un cavallo che apprende velocemente, facile da addestrare e volenteroso, ma anche testardo ed incostante.[22][23][21]
- E' affermato per essere molto vivace, energico e coraggioso, ecco perché riesce a sopravvivere anche in condizioni sfavorevoli.[22][23]

### Attitudini e usi
Come molti altri tipi di cavalli selvaggi originariamente il Gotland pony era considerato una risorsa di cibo, ma testimonianze storiche ci informano che aveva un ruolo fondamentale anche come animale da lavoro soprattutto in ambito agricolo e minerario. Veniva infatti impiegato nelle miniere del Belgio e della Gran Bretagna.

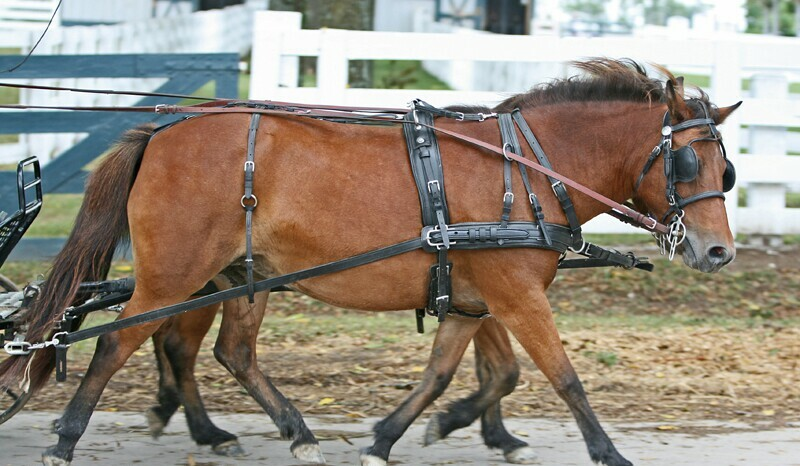
Il Gotland pony nella disciplina degli attacchi

Con il passare degli anni si sono però dimostrati cavalli molto versatili.
Al giorno d'oggi viene considerato ideale per il tiro leggero e per i lavori agricoli, tanto è vero che piccoli proprietari agricoli lo utilizzano attaccato al carretto, all'aratro o all'erpice.
Viene ritenuto un ottimo pony da compagnia ma è anche un cavallo atletico, eccellente come trottatore per la notevole velocità di movimento ed è prestante anche nel salto ad ostacoli. Si addice bene al dressage, al polo, alla disciplina degli attacchi, all'endurance e agli eventi come il "Concorso completo di equitazione". Oltre alle corse, oggi svolge la sua funzione principale di pony da sella essendo piacevole da montare soprattutto dai bambini, viene infatti scelto spesso dalle scuole di equitazione che forniscono formazione di equitazione per bambini. Sta però aumentando la sua popolarità come cavallo adatto anche agli adulti, viene infatti utilizzato anche per il trekking equestre.
In Nord America ha dimostrato di essere adatto alla monta western, alla Barrel Racing e al volteggio.
In più alcune fattorie utilizzano il Gotland pony anche per la riproduzione.